# Amelia Vega
Amelia Vega, Amelia Victoria Vega Polanco de Guerra, född 7 november 1984 i Santo Domingo i Dominikanska republiken, blev Miss Universum 2003. Därmed blev hon den första dominikanska kvinnan någonsin att vinna tävlingen Miss Universum.
Hennes mor, Patricia Polanco, utnämndes 1980 till Miss Dominican Republic World.